# Ancien canal de Beauharnois
Ancien canal de Beauharnois är en kanal i Kanada.   Den ligger i Salaberry-de-Valleyfield i provinsen Québec, i den sydöstra delen av landet, 120 km öster om huvudstaden Ottawa.
Trakten runt Ancien canal de Beauharnois består till största delen av jordbruksmark. Runt Ancien canal de Beauharnois är det tätbefolkat, med 331 invånare per kvadratkilometer.